# Kamaldeen Sulemana
Kamaldeen Sulemana, né le 15 février 2002 à Techiman au Ghana, est un footballeur international ghanéen. Il évolue au poste d'ailier gauche à l'Atalanta Bergame.

## Biographie

### En club

#### FC Nordsjælland (2020-2021)
Né à Techiman Ghana, Kamaldeen Sulemana est formé par l'académie Right to Dream, club partenaire du FC Nordsjaelland, au Danemark. Il rejoint par la suite le club danois club où il signe son premier contrat professionnel le 15 février 2020, jour de ses 18 ans, d'une durée de cinq ans,.
Sulemana fait ses débuts en professionnel le 23 février 2020 lors d'une rencontre de Superligaen, la première division danoise, face au SønderjyskE. Il entre en jeu lors de cette rencontre remportée par son équipe sur le score de deux buts à un. Il inscrit son premier but en professionnel le 29 mai 2020 face au Silkeborg IF, en championnat. Il est titularisé lors de cette rencontre remportée deux buts à zéro par son équipe. Ses débuts impressionnent les observateurs et notamment son entraîneur Flemming Pedersen (en), qui lui voit un grand avenir.
Après le départ de Mohammed Kudus à l'Ajax Amsterdam, Sulemana récupère le n°10 que portait jusque là son compatriote au FC Nordsjaelland. Il est considéré en Superligaen comme l'un des jeunes talents les plus prometteurs, où il est apprécié pour sa qualité technique, ses dribbles et sa vitesse, qui font de lui l'un des joueurs les plus créatifs du championnat. Lors du mercato d'hiver 2021, son nom est associé à plusieurs clubs européens qui s'intéressent à lui, notamment l'Ajax Amsterdam et le Bayer Leverkusen,. Le joueur poursuit finalement l'aventure avec le Nordsjælland jusqu'à la fin de la saison.
Avec le FC Nordsjælland, il dispute au total 43 rencontres. Il marque 14 buts et délivre 8 passes décisives.

#### Stade rennais FC (2021-2023)
Le 16 juillet 2021, Kamaldeen Sulemana paraphe un contrat de cinq ans avec le Stade rennais FC. Son transfert est estimé à 15 millions d'euros, hors bonus.
Le 8 août 2021, il dispute son premier match avec les Rouge et Noir lors de la première journée de la saison 2021-2022 de Ligue 1, contre le RC Lens. Titularisé sur l'aile gauche de l'attaque rennaise, il se fait remarquer en inscrivant son premier but sous ses nouvelles couleurs à cette occasion, d'une frappe enroulée du pied droit. Bien qu'il ne permet pas à son équipe de s'imposer (1-1 score final), le jeune ghanéen est l'auteur d'une prestation prometteuse qui lui vaut l'ovation des supporters rennais. Touché au dos début février 2022, Sulemana est absent des terrains pour plusieurs mois et ne rejoue pas lors de la saison 2021-2022.
Malgré des débuts prometteurs, l'international ghanéen ne parvient pas à s'imposer au Stade rennais durant ses dix-huit mois passés au club. Touché au dos une bonne partie de sa première saison, donc, son entraîneur Bruno Genesio installe aussi Martin Terrier au poste d'ailier gauche. Sulemana voit alors son temps de jeu se réduire progressivement et doit se contenter d'un rôle de joueur de rotation pour la première partie de saison 2022-2023. Lors du mercato d'hiver, des rumeurs font état d'un départ du joueur alors que des clubs anglais comme le Southampton FC ou encore l'Everton FC s'intéressent à lui.

#### Southampton FC (depuis 2023)
Le 1er février 2023, Kamaldeen Sulemana s'engage pour une durée de quatre ans et demi avec le Southampton FC. Il est ainsi lié au club jusqu'en juin 2027,,,. Son transfert est estimé à 25 M€.
Le 4 février 2023, Sulemana joue son premier match avec les Saints lors d'une rencontre de Premier League contre le Brentford FC. Il entre en jeu à la place de Ibrahima Diallo à la mi-temps mais son équipe s'incline par trois buts à zéro,. Le 28 mai 2023, Sulemana se fait remarquer en réalisant un doublé lors d'une rencontre de Premier League face au Liverpool FC. Il est titularisé ce jour-là, et les deux équipes se neutralisent dans un match riche en buts (4-4 score final).
Le 15 février 2025, jour de ses 23 ans, Sulemana marque contre l'AFC Bournemouth, en Premier League. Il réduit le score pour son équipe mais ne peut empêcher la défaite des Saints (1-3 score final),.

### Atalanta Bergame
Après la relégation de Southamtpon, Kamaldeen Sulemana quitte le club pour rejoindre l'Atalanta Bergame le 2 juillet 2025.

### En sélection
Kamaldeen Sulemana est appelé pour la première fois avec l'équipe nationale du Ghana en 2020. Il honore sa première sélection face au Mali en entrant en jeu à la 64e minute à la place d'Eugene Ansah lors de cette rencontre perdue par les siens sur le score de trois buts à zéro.
En décembre 2021, Kamaldeen Sulemana est retenu par le sélectionneur Milovan Rajevac pour participer à la Coupe d'Afrique des nations 2021 au Cameroun. Le 14 novembre 2022, il est sélectionné par Otto Addo pour participer à la Coupe du monde 2022 au Qatar.

## Palmarès

### Distinctions individuelles
- Pépite du mois de Ligue 1 en octobre 2021

## Statistiques

### Statistiques Détaillées
| Saison                | Club                  | Championnat           | Championnat | Championnat | Championnat | Coupe(s) nationale(s) | Coupe(s) nationale(s) | Coupe(s) nationale(s) | Compétition(s) continentale(s) | Compétition(s) continentale(s) | Compétition(s) continentale(s) | Compétition(s) continentale(s) | Ghana | Ghana | Ghana | Total | Total | Total |
| Saison                | Club                  | Division              | M.          | B.          | P.d.        | M.                    | B.                    | P.d.                  | Comp.                          | M.                             | B.                             | P.d.                           | M.    | B.    | P.d.  | M.    | B.    | P.d.  |
| 2019-2020             | FC Nordsjaelland      | Superligaen           | 13          | 4           | 0           | 0                     | 0                     | 0                     | -                              | -                              | -                              | -                              | -     | -     | -     | 13    | 4     | 0     |
| 2020-2021             | FC Nordsjaelland      | Superligaen           | 29          | 10          | 8           | 1                     | 0                     | 0                     | -                              | -                              | -                              | -                              | 2     | 0     | 0     | 32    | 10    | 8     |
| Sous-total            | Sous-total            | Sous-total            | 42          | 14          | 8           | 1                     | 0                     | 0                     | -                              | -                              | -                              | -                              | 2     | 0     | 0     | 45    | 14    | 8     |
| 2021-2022             | Stade rennais FC      | Ligue 1               | 20          | 4           | 2           | 1                     | 0                     | 0                     | C4                             | 6                              | 1                              | 0                              | 9     | 0     | 0     | 36    | 5     | 2     |
| 2022-2023             | Stade rennais FC      | Ligue 1               | 13          | 1           | 0           | 2                     | 0                     | 0                     | C3                             | 4                              | 0                              | 2                              | -     | -     | -     | 19    | 1     | 2     |
| Sous-total            | Sous-total            | Sous-total            | 33          | 5           | 2           | 3                     | 0                     | 0                     | -                              | 10                             | 1                              | 2                              | 9     | 0     | 0     | 55    | 6     | 4     |
| 2022-2023             | Southampton FC        | Premier League        | 18          | 2           | 1           | 0                     | 0                     | 0                     | -                              | -                              | -                              | -                              | 6     | 0     | 0     | 24    | 2     | 1     |
| 2023-2024             | Southampton FC        | Championship          | 25          | 0           | 3           | 1                     | 0                     | 0                     | -                              | -                              | -                              | -                              | 2     | 0     | 0     | 28    | 0     | 3     |
| Sous-total            | Sous-total            | Sous-total            | 43          | 2           | 4           | 1                     | 0                     | 0                     | -                              | -                              | -                              | -                              | 8     | 0     | 0     | 52    | 2     | 4     |
| Total sur la carrière | Total sur la carrière | Total sur la carrière | 118         | 21          | 14          | 5                     | 0                     | 0                     | -                              | 10                             | 1                              | 2                              | 19    | 0     | 0     | 152   | 22    | 16    |

### En sélection
| Saison                | Sélection             | Phases finales                   | Phases finales | Phases finales | Phases finales | Éliminatoires | Éliminatoires | Éliminatoires | Matchs amicaux | Matchs amicaux | Matchs amicaux | Total | Total | Total |
| Saison                | Sélection             | Compétition                      | M              | B              | Pd             | M             | B             | Pd            | M              | B              | Pd             | M     | B     | Pd    |
| --------------------- | --------------------- | -------------------------------- | -------------- | -------------- | -------------- | ------------- | ------------- | ------------- | -------------- | -------------- | -------------- | ----- | ----- | ----- |
| 2020-2021             | Ghana                 | -                                | -              | -              | -              | 0             | 0             | 0             | 2              | 0              | 0              | 2     | 0     | 0     |
| 2021-2022             | Ghana                 | Coupe d'Afrique des nations 2021 | 3              | 0              | 0              | 6             | 0             | 0             | 0              | 0              | 0              | 9     | 0     | 0     |
| 2022-2023             | Ghana                 | Coupe du monde 2022              | 2              | 0              | 0              | 2             | 0             | 0             | 2              | 0              | 0              | 4     | 0     | 0     |
| Total sur la carrière | Total sur la carrière | Total sur la carrière            | 5              | 0              | 0              | 8             | 0             | 0             | 4              | 0              | 0              | 17    | 0     | 0     |

Le tableau suivant liste les rencontres de l'équipe du Ghana dans lesquelles Kamaldeen Sulemana a été sélectionné depuis le 9 octobre 2020 jusqu'à présent :